# Türmermuseum Vilseck

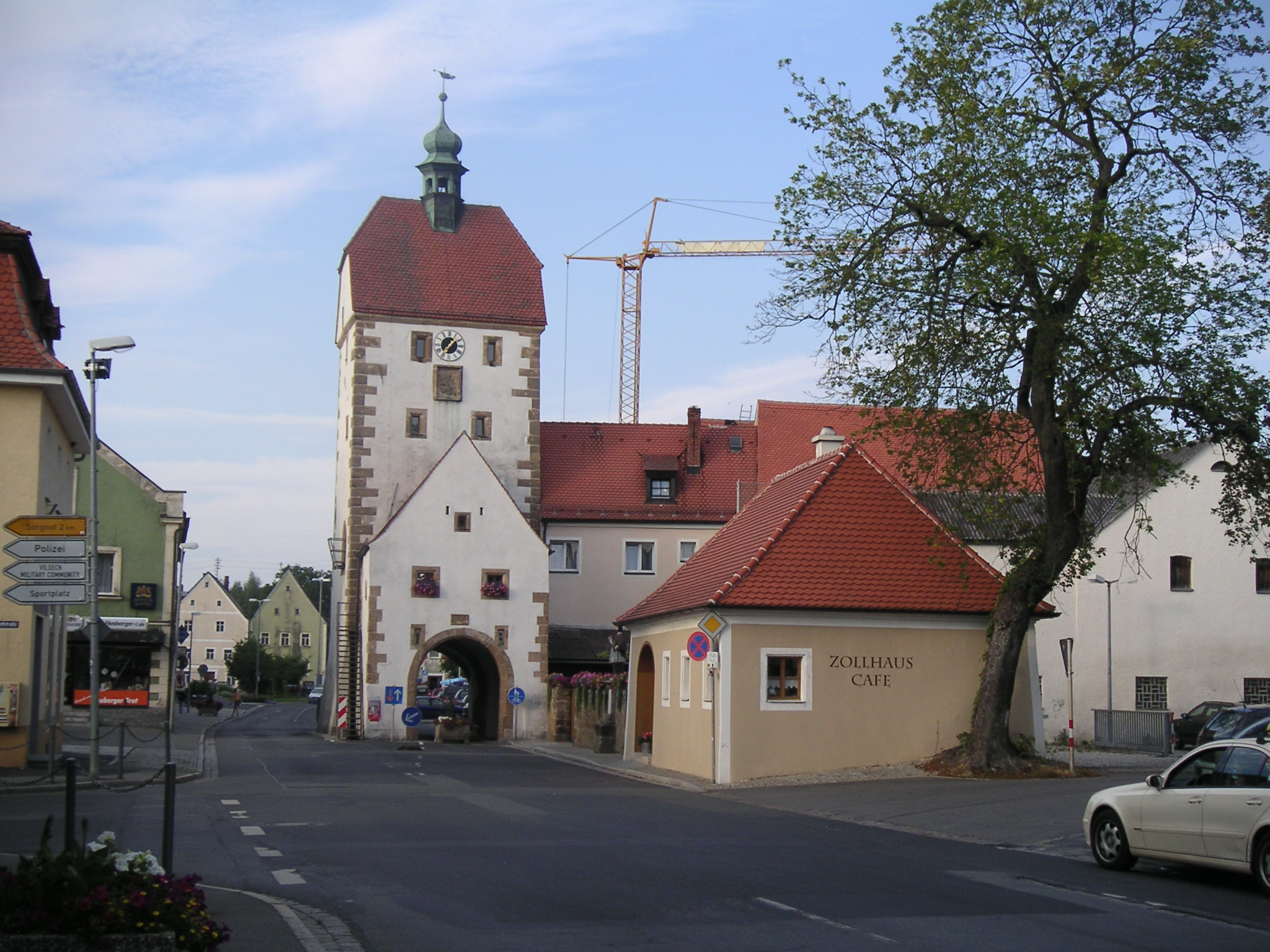
Vogelturm von Vilseck

Das Türmermuseum Vilseck wurde im sogenannten Vogelturm der oberpfälzischen Stadt Vilseck im Landkreis Amberg-Sulzbach von Bayern. eingerichtet (Marktplatz 23). Es ist das erste deutsche Türmermuseum.

## Geschichte
Der Vogelturm wurde 1466 erbaut. Durch ihn verlief ab dieser Zeit die Straße von Auerbach bis zum ehemaligen Obertor, später auch als „Schwarzes Tor“ bezeichnet, und weiter zur Schnappaufbrücke. Zuvor hat diese Straße durch das Vilstor in die Stadt geführt. Der Turm wurde im 19. Jahrhundert nach dem Vilsecker Bartholomäus Vogel (Nachtwächter von 1843 bis zirka 1885) benannt. Der Vogelturm wurde 1995 renoviert und dann für das Türmermuseum gewidmet.

## Baulichkeit
Der Vogelturm ist ein mehrgeschossiger Torturm aus verputztem Bruchsteinmauerwerk und Eckquadern errichtet. Es ist mit einem Halbwalmdach gedeckt und besitzt einen Zwiebeldachreiter. Das Torwappenschild weist die Jahreszahl „1727“ auf. An dem südwestlich angebauten zweigeschossigen Vorbau mit Satteldach befindet sich die Jahreszahl „1568“.

## Museumskonzept
Das Museum wurde im Juni 2000 eröffnet. Auf drei Stockwerken werden die Funktion und das Alltagsleben der Oberpfälzer Türmer dargestellt. Diese hatten vom 15. bis Anfang des 20. Jahrhunderts eine wichtige Rolle als Wächter und Musiker. Neben Zeitdokumenten sind auch Musikstücke der Türmer erlebbar. Zu sehen sind außerdem zwei Rauchkuchln, das intakte Uhrwerk für die Turmuhr und in der sog. Peißnerstube ein Kleid von 1848, das Lola Montez auf der Flucht mit dem Vilsecker Türmersohn Elias Peißner mutmaßlich hier zurückgelassen hat.
In Sonderausstellungen werden Türmer anderer bayerischer Städte sowie deutscher und europäischer Regionen vorgestellt. Zudem werden Freizeitangebote für Kinder (auch in tschechischer Sprache) und Erwachsene (z. B. Weidenflechtkurse) gemacht.